# Râul Valea Mare, Covasna
Râul Valea Mare este un curs de apă, afluent al râului Covasna. 